# Kappa Ophiuchi
Désignations
Kappa Ophiuchi (κ Oph / κ Ophiuchi) est une étoile géante de la constellation d'Ophiuchus. Sa magnitude apparente est de 3,20. D'après la mesure de sa parallaxe annuelle par le satellite Hipparcos, l'étoile est située à 91,5 années-lumière de la Terre. Elle se rapproche du Système solaire à une vitesse radiale de −55,8 km/s.
Kappa Ophiuchi est une étoile géante rouge évoluée de type spectral K2III. C'est une géante du red clump, ce qui indique qu'elle génère son énergie par la fusion de l'hélium dans son noyau. Bien qu'étant répertoriée comme une variable irrégulière à longue période probable dans le GCVS, l'étoile n'a pas montré de variation dans la photométrie du satellite Hipparcos et sa magnitude est donc désormais considérée comme étant constante. Elle pourrait avoir été confondue avec Chi Ophiuchi, une étoile variable de la même constellation.